# 120
Aquesta pàgina és per a l'any. Per al nombre, vegeu cent vint.
El 120 (CCXX) fou un any de traspàs començat en diumenge del calendari julià.

## Necrològiques
- Tàcit, historiador romà[1]
- Plutarc, historiador grec[2]